# Parafia greckokatolicka św. Józefa Oblubieńca Najświętszej Maryi Panny w Wałbrzychu
Parafia św. Józefa Oblubieńca Najświętszej Maryi Panny w Wałbrzychu – parafia greckokatolicka w Wałbrzychu. Parafia należy do eparchii wrocławsko-koszalińskiej i znajduje się na terenie dekanatu wrocławskiego.

## Historia parafii
Parafia greckokatolicka pw. św. Józefa Oblubieńca Najświętszej Maryi Panny  funkcjonuje od 1999 roku, księgi metrykalne są prowadzone od 1999 roku.
Nabożeństwa odbywają się w rzymskokatolickim kościele pw. św. Józefa Robotnika.
Proboszczowie parafii
1999–2000. ks. Piotr Kryk.
2001. ks. Bogdan Hałuszka.
2001–2013. ks. Jan Klucznik
2013– nadal ks. Vitaliy Demyanets
Wikariusze parafii
2000–2001. ks. Arkadiusz Trochanowski.